# Malinniki (przystanek kolejowy)
Malinniki (biał. Маліннікі; ros. Малинники) – przystanek kolejowy w pobliżu miejscowości Malinniki, w rejonie bobrujskim, w obwodzie mohylewskim, na Białorusi. Położony jest na linii Homel - Żłobin - Mińsk.